# Saint-Bonnet-de-Joux
Saint-Bonnet-de-Joux é uma comuna francesa na região administrativa de Borgonha-Franco-Condado, no departamento Saône-et-Loire. Estende-se por uma área de 29,14 km². Em 2010 a comuna tinha 785 habitantes (densidade: 26,9 hab./km²).